# Scarabaeus puncticollis
Scarabaeus puncticollis es una especie de escarabajo del género Scarabaeus, familia Scarabaeidae. Fue descrita científicamente por Latreille en 1819.
Especie nativa del paleártico. Habita en España, Portugal, Marruecos, Argelia, Túnez, Libia, Egipto, Palestina, Siria, Chipre, Rodas, Asia Menor, Turquía, Macedonia, Irán, Irak y Armenia.